# 올레그 스테판
올레그 스테펀(Oleg Stefan, 1959년 9월 7일 ~ )은 소련 출신의 러시아, 미국 배우이다.
토레즈에서 태어났다.

## 영화
- Megiddo: The Omega Code 2 (2001)
- 하트브레이커스 (2001)
- 굿 셰퍼드 (2006)